# Memiljeon
El memiljeon es una variedad de jeon o panqueque coreano que se hace con alforfón y algunas verdura o kimchi. Es una especialidad local tradicional de la provincia de Gangwon, donde se cultiva extensivamente el alforfón gracias al terreno montañoso y las bajas temperaturas. Especialmente famoso es el memiljeon de los condados de Pyeongchang y Jeongseon, junto con el memilmuk (gelatina de alforfón) y los memil guksu (fideos de alforfón). Los habitantes de la región preparan el plato para ocasiones especiales, como el jesa, un ritual coreano de veneración ancestral. En el mercado de granjeros de Pyeongchang, que se celebra cada 5 días, abundan los comerciantes especializados en vender memiljeon, plato que ha estado ganando popularidad en Corea del Sur.

## Preparación
El rebozado se prepara mezclando harina de alforfón y agua hasta obtener una consistencia clara, pudiéndose añadir a veces una pequeña cantidad de harina de trigo o almidón, ya que el alforfón tiene menos elementos glutinoso. De forma tradicional, el alforfón mezclado con agua se muele con una piedra y se pasa por un tamiz. El rebozado filtrado se cocina en un sodang (소당), que es la tapa de un sot (솥, olla grande tradicional) y se usa para freír. Se ponen en el sodang caliente varios trozos cortados verticalmente de repollo napa salado y cebolleta, y se vierte encima el rebozado desde el borde. Puede usarse kimchi agrio en lugar del repollo. Al hacer el memiljeon, el rebozado debe verterse con moderación, ya que si queda grueso se considera menos delicioso. Para prepara este plato se usa aceite de perilla.

## Recetas hechas conmemiljeon

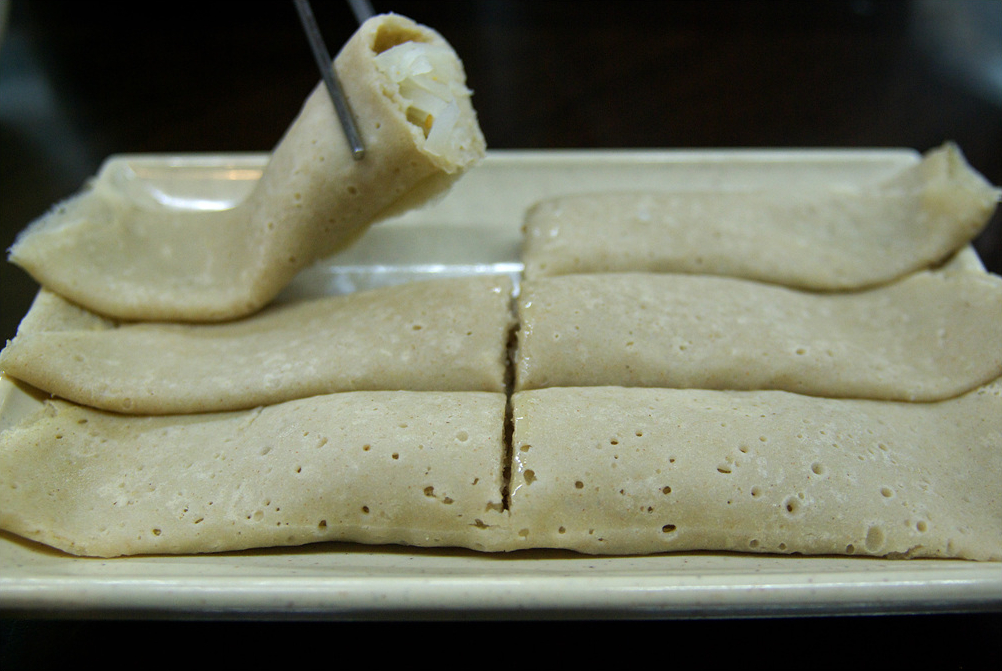
Bingtteok, una especialidad de Jeju.

El memiljeon puede usarse como ingredientes para otros platos como el memil chongtteok (메밀총떡), también llamado memil jeonbyeong (메밀전병). El plato se prepara como un dumpling o wrap, relleno con cualquier ingrediente disponible según la recete, el gusto del cocinero o la región. En la provincia de Jeju el plato se llama bingtteok (빙떡) o Jejudo bindaetteok y se rellene con daikon cocido a tiras. Los rellenos usados comúnmente en la provincia de Gangwon son el japchae (ensalada de fideos), o kimchi agrio en tiras, daikon, cebolleta, ajo y cerdo o calamar. En la región de Pyeongchang se usan especialmente fideos medio transparentes llamados cheonsachae (천사채), que se hacen de kombu. El plato se considera un buen anju, ya que la combinación de sabores salados del memiljeon y agrio del relleno lo hace un buen acompañamiento para las bebidas alcohólicas.